# Nasinu
Nasinu est une ville Fidji, la plus peuplée de l'archipel en 2007 (87 446 habitants en 2007).

## Géographie

### Localisation
Nasinu est situé sur l'île principale de l'archipel des Fidji, Viti Levu et fait partie de la Division centrale. Anciennement intégré à la zone péri urbaine de Suva, la capitale des Fidji, elle n'est distante de cette ville que de 12 kilomètres au nord-est de celle-ci.

## Démographie
Avant 1996, Nasinu n'était pas une municipalité constituée et faisait partie intégrante de la zone péri-urbaine de Suva, la capitale. De ce fait, il n'existe pas de statistiques démographiques avant cette date.
Lors du recensement de 2007, la ville de Nasinu est peuplée de 76 064 habitants et sa zone péri-urbaine de 11 382 habitants, portant le total de l'unité urbaine de Nasinu à 87 446 habitants.

## Éducation
La ville est le siège de la Fiji National University, une université créé en 2010 par le regroupement de 6 anciennes écoles. Les locaux administratifs de l'université sont situés dans les locaux de l'ancienne école Queen Victoria School.